# Jos Stam
Joseph Maria (Jos) Stam (Amsterdam, 2 november 1926 - 20 maart 1985) was een Nederlands kunstenaar.

## Leven en werk
Jos Stam werd op 2 november 1926 als jongste van drie broers in Amsterdam geboren. Door de vroege dood van haar man was zijn moeder genoodzaakt buitenshuis te gaan werken en werden de jongens voor een deel opgevoed door hun grootouders, die kwamen inwonen.
Als Amsterdams straatschoffie combineerde Jos kattenkwaad met opmerkelijk goede schoolprestaties en behaalde hij zelfs op zeer jonge leeftijd zijn middelbareschooldiploma.
Jos was veel bezig met tekenen en schilderen en hoopte daar na zijn schooltijd meer mee te kunnen doen. De heersende oorlogsomstandigheden deden hem echter besluiten eerst zijn onderwijzersdiploma te behalen. In deze periode ontmoette hij zijn toekomstige vrouw Cocky van den Berg.
Na enige tijd als onderwijzer te hebben gewerkt, werd Jos in 1947 als dienstplichtig soldaat naar Nederlands-Indië gestuurd. Tijdens deze drie dienstjaren, die een blijvende indruk zouden achterlaten, besteedde hij zo veel mogelijk tijd aan tekenen en schilderen.
Na zijn terugkeer naar Nederland ging Jos studeren aan de Rijksnormaalschool voor Beeldende Kunst, de latere Gerrit Rietveld Academie. Hij sloot deze opleiding cum laude af, vond werk als tekenleraar aan de pedagogische academie in Beverwijk en vestigde zich met zijn gezin in het nabijgelegen Heemskerk.
In 1961 won Jos de prestigieuze Roland Holst-prijs voor grafiek, waarna hij voor de moeilijke keuze kwam te staan zich volledig als kunstenaar te profileren of het kunstenaarschap te blijven combineren met zijn baan als tekenleraar. Hij koos voor het laatste, omdat hij 'het onzekere kunstenaarsbestaan' geen goede basis vond voor een gelukkig gezinsleven en het was juist zijn gezin, dat inmiddels vier kinderen telde, dat voor hem op de eerste plaats kwam. Het gevolg was een dubbele baan: een goede tekenleraar met aandacht voor de individuele leerling en een gepassioneerd kunstenaar die potlood en penseel nodig had om te leven.
Tentoonstellingen van zijn werk werden enthousiast ontvangen en ook als tekenleraar werd Stam alom geprezen, maar aan het eind van de jaren zeventig eiste het perfectionisme zijn tol: na twee hartaanvallen moest hij om gezondheidsredenen afscheid nemen van zijn baan aan de pedagogische academie. Hoewel Jos zijn gezondheid in acht moest nemen, vond hij wel de artistieke vrijheid waarnaar hij zijn hele leven had verlangd en ging hij volledig op in het kunstenaarschap. Zijn werk werd kleurrijker en de keuze van onderwerpen rijker geschakeerd. Zijn gezondheid stabiliseerde zich en in erg hoog tempo vervaardigde hij aquarellen, olieverfschilderijen, linoleumsneden, etsen en tekeningen. Er volgden steeds meer portret- en landschapsopdrachten en nieuwe succesvolle tentoonstellingen.
Een definitieve doorbraak leek zich aan te kondigen, maar op 20 maart 1985 kreeg Stam een hartstilstand en overleed hij.